# August Trummer
August Trummer (* 18. August 1946 in Grottenhof, Gemeinde Kaindorf an der Sulm) ist ein österreichischer Maler und Graphiker.

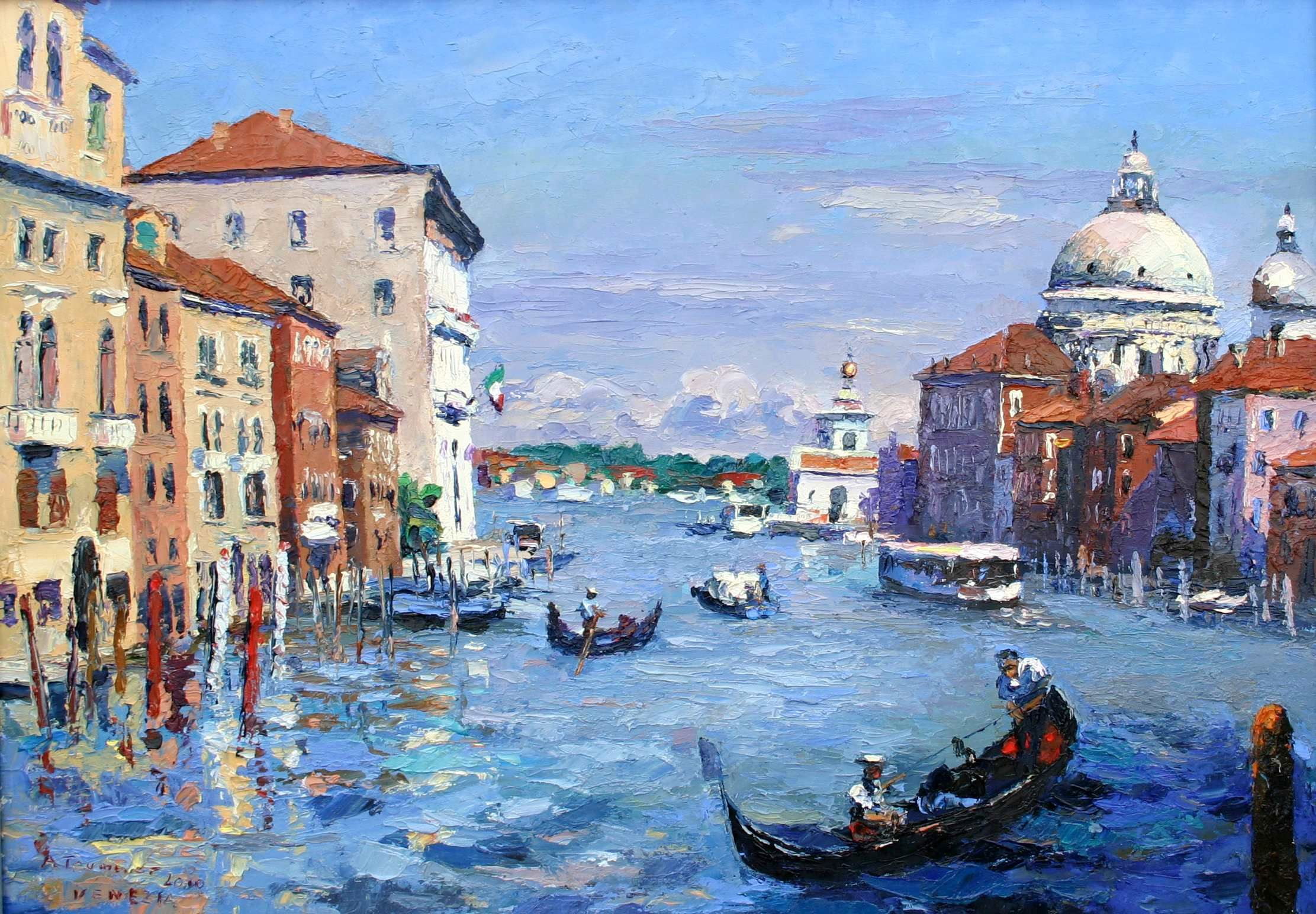
„Venedig - Canale grande“

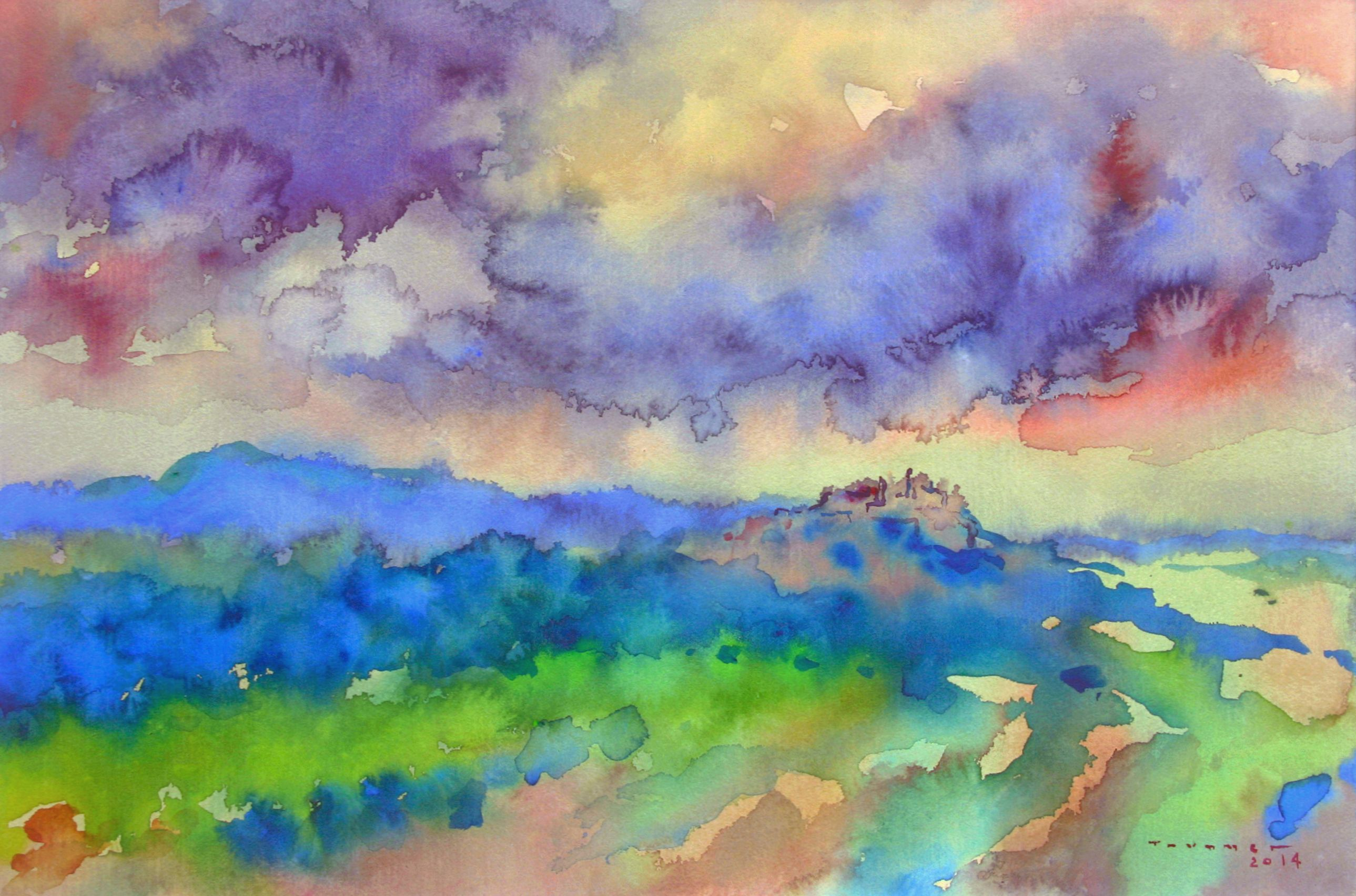
„Straden“

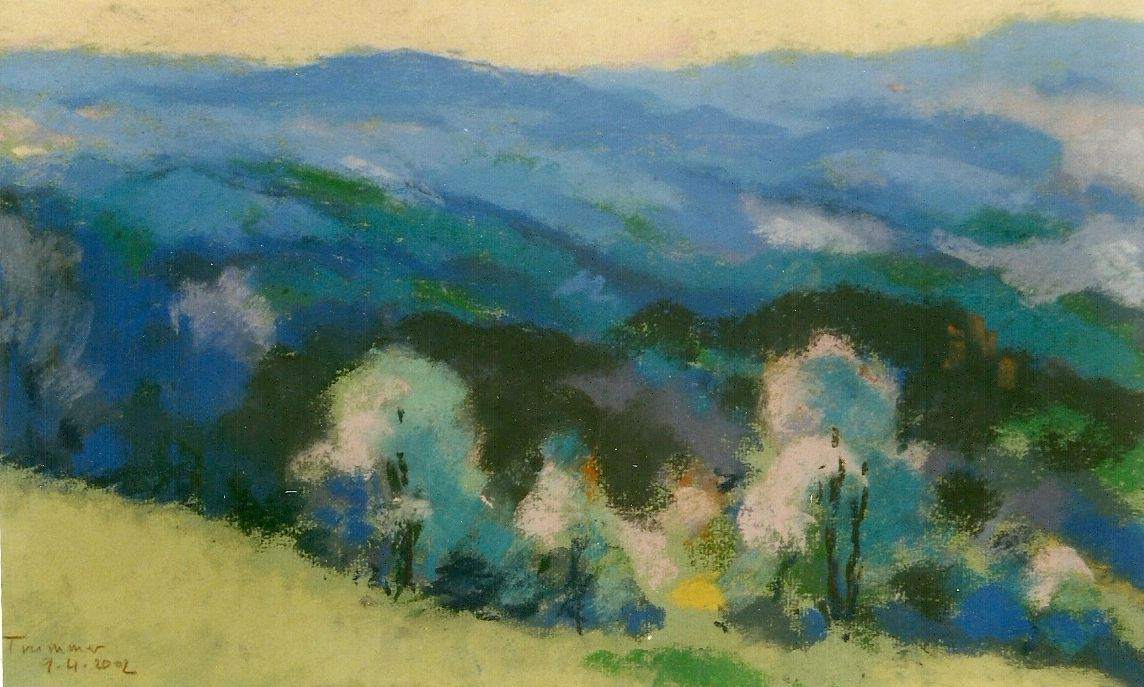
„Südsteirischer Frühling“

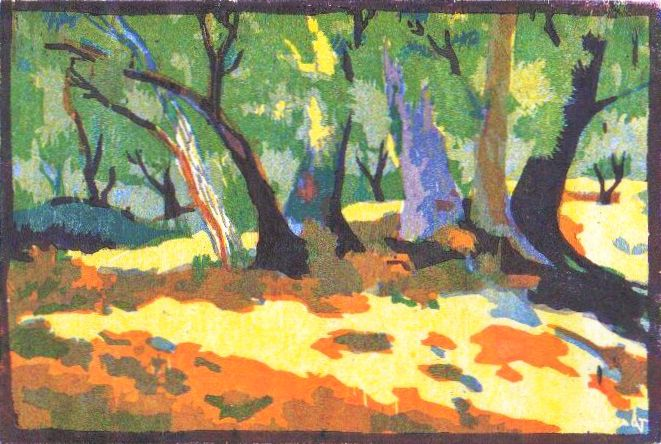
„Toskanischer Olivenbaum“

## Leben
August Trummers Vater, ebenfalls August Trummer (1911–1977), stammte aus Dietersdorf am Gnasbach, war Schneidermeister und hatte eine Schneiderei in Graz. Die Mutter, Anna Trummer (1911–1963), geborene Gritsch, kam aus Grottenhof.
Nach der Volks- und Hauptschule begann er eine Lehre beim Vater als Herren- und Damenschneider, abgeschlossen mit der Gesellenprüfung. 1966 wechselte er als Angestellter in eine Kleiderfabrik. In dieser Zeit begann er an der Volkshochschule Kurse für Malerei bei damals bedeutenden Malern wie Fred Hartwig und Karl Lischka, sowie Abendkurse an der Kunstgewerbeschule in Graz, hauptsächlich bei Adolf Osterider, zu besuchen.
1969 heiratete Trummer Martha, geborene Kleer. Aus der Ehe stammt ein Sohn, geboren 1975.
Von 1970 bis 1980 besuchte er die Schladminger Sommerseminare, geleitet von Adolf Osterider und Edmund Walcher. Aber vor den Besuchen der Volkshochschule und der Ortweinschule war seine wichtigste Lehrerin Norbertine Bresslern-Roth.
Bei ihr konnte er die erste und wichtige Hilfe für die Druckgrafik und Bildkomposition bekommen. Der Kontakt zu Carl Rotky, der mit der Zeit für ihn immer wichtiger wurde, kam zustande, da er unweit Trummers Geburtshauses sein Atelier hatte.
1975, nach 10 Jahren in der Kleiderfabrik, eröffnete sein Chef Theodor Müller eine Galerie in Graz, die „Galerie Grazbach“, welche Trummer 1980 übernahm.
Er gestaltete Ausstellungen der steirischen Klassiker wie Carl O’Lynch of Town, Marie Egner, Emmy Hiesleitner-Singer, die als Wiederentdeckungen geschätzt wurden. Junge heute bekannte Künstler haben ihre erste Ausstellungen bei Trummer durchgeführt. Bedeutende Künstler aus Italien (Luigi Coppa) und Yoshi Takahashi wurden wiederholt gezeigt. Besonders die Ausstellungen des Karl Stark zählten zu den wichtigsten Ereignissen der Galerie. Es entwickelt sich eine persönliche Freundschaft mit Stark und dessen Familie.
1985 führte es Trummer erstmals in die Toskana. Reiner Zufall brachte ihn in das Dorf Montaione, ein Ort, der zu einer besonderen Bedeutung für sein Leben werden sollte.
Von 1985 bis 2010 entstand auch die Kitzecker Malerwoche, kurz „KIMAWO“. Nach dem überraschenden Ende in Kitzeck übersiedelt die KIMAWO nach Sulztal an der Weinstraße, die dann SUMAWO hieß. Hier gab es noch weitere Malerwochen bis 2015. Eine „Abschlussmalerwoche“, die MOMAWO (Montaione-Malerwoche), gab es noch in der Toskana. Bis heute besteht aus einigen Teilnehmern dieser Malerwochen ein wöchentliches malerisches Zusammentreffen.
Nach rund 50 Ausstellungen übersiedelte 1995 die Galerie Grazbach in eine neu adaptierte Galerie, die „Galerie Trummer“. Eine schwere Krankheit führte 1996 letztendlich zum Entschluss, die Galerie und die damit verbundene Arbeit zu beenden und sich völlig der Malerei zu widmen.

## Werk
August Trummer fiel schon in der Volksschulzeit mit seiner zeichnerischen Begabung auf. Bald wurde er in eine Begabtenklasse empfohlen. Der Bezug zu Carl Rotky in der Kindheit und der häufig zufällige Kontakt zu Künstlern, verstärkte das Interesse zur Malerei. Ein frühes Geschenk von Rotky, ein Farbholzschnitt, weckt besonders das Interesse an dieser Technik, welche dann mit Hilfe von Norbertine Bresslern-Roth ausgefeilt wurde. Mittlerweile umfasst sein druckgrafisches Werk über 400 Werknummern mit einer Auflage von je 10–50 Exemplaren.
Ein besonderer Abschnitt war die Aktmalerei. Durch Werner Augustiner, der ihm ein Modell beschaffte, entstand eine fast 20-jährige Beschäftigung mit diesem Thema, gefolgt von zahlreichen Ausstellungen. Vorerst war noch die Aquarellmalerei vorrangig, ab 1990 kam die Malerei mit Ölfarben zum Tragen.
Trummer ist ein begeisterter „Freiluftmaler“, ganz im Sinne des Impressionismus. Es entstanden Städtebilder von Graz, Wien, Budapest, Venedig, Florenz, Siena und Rom.
Ab 2019 endete die Ölmalerei vor dem Motiv aufgrund von Alter und den Folgen von Krankheiten. Dafür begann ein neues Kapitel: die Malerei im Atelier.
Erwähnenswert ist noch die Pastellmalerei, die ebenfalls durch Norbertine Bresslern-Roth und Carl O’Lynch of Town angeregt wurde. Diese ölfarbenähnliche Technik ließen spontane Werke entstehen, die er besonders gerne in der Toskana ausführte.
August Trummer war Mitglied und fast immer im Vorstand der Vereinigung Bildender Künstler Steiermarks und Österreichs, Steiermärkischer Kunstverein Werkbund (1980–1997) und anderen kleineren Gruppen. Viele Ausstellungsbeteiligungen waren so im Grazer Künstlerhaus zu sehen, sowohl in Österreich wie auch im Ausland.

## Auszeichnungen
- 1984: Ehrenmedaille der Stadt Graz[4], verliehen am 15. Juni durch den damaligen Förderer, dem Kulturstadtrat der Stadt Graz, Dr. Heinz Pammer
- 2015: kommunale Ehrung und Aufnahme in die Chronik von Montaione[5]

## Ausstellungen (Auswahl)
- 2000: Personale in der Galerie von Karl Stark in dessen Galerie in Wien, der „Galerie Austria“.
- 2011: Galerie im REGIONEM, Kaindorf an der Sulm[6]
- 2013: Haus der Kunst, Galerie A. Lendl, Graz[7]
- 2015: zum 30-jährigen Jubiläum in Montaione[8]. Bilder wurden im Palazzo Communale, dem Rathaus und in allen Auslagen der Geschäfte im Ort gezeigt.
- 2018: „Jahreszeiten“ im Steiermarkhof, Graz[9][10][11][12]
- 2024: Atelierausstellung im Haus der Kunst, Galerie A. Lendl, Graz[13] (12.1. - 17.2.)